# Liste historisch-musiktheoretischer Literatur
Die Musiktheorie-Definition unterlag im Laufe der Musikgeschichte vielen Wandlungen und ist auch heute nicht eindeutig festzulegen. In dieser Liste wurde die Vielfalt dieser Definitionen berücksichtigt.

## Antike v. Chr.
- 5. Jahrhundert v. Chr. – Philolaos, verloren gegangenes Werk, auf das sich um 150 Nikomachos von Gerasa mit einem Zitat bezog. Dieses Philolaos-Fragment (Nr. 6a) gilt heute als echt.[2]
- um 430–421 v. Chr. – Platon: Timaios (Angaben zu den Intervallproportionen inkl. der Limma-Proportion)
- 5. Jahrhundert v. Chr. – Archytas von Tarent, verloren gegangenes Werk. (Die dortigen Axiome und Beweise überlieferte Euklid in Katatomē kanonos)
- 4. Jahrhundert v. Chr. – Aristoxenos: Elementa harmonica, deutsch: Harmonische Elemente, s. a. Harmonicorum libri III (in: Meibom 1652/1977, I, 1, S. 1–74 u. Anm. S. 75–132)
- frühes 3. Jh. v. Chr. – Archestratus (music theorist), verloren gegangenes Werk, auf das sich Porphyrios in seinem Werk Harmonica Ptolemaei: Commentarius bezieht (vgl. Düring 1932/1978, S. 26f.)
- ca. 276/273 v. Chr. † um 194 v. Chr.– Eratosthenes: Platōnikós (verloren gegangenes Werk, das bei den zweimaligen Zitierungen durch Theon von Smyrna auch musiktheoretische Themen enthält)
- um 300 v. Chr. – Euklid: Katatomē kanonos (lat.Introductio Harmonica, Sectio canonis, in: Meibom 1652/1977, I, 2, S. 1–40: Introd. Harm / Sectio canonis u. Anm. S. 41–68)
- 2. Jahrhundert v. Chr. – Adrastus of Aphrodisias, verloren gegangenes Werk, auf das sich Theon von Smyrna bezieht.
- † nach 132 v. Chr. – Theon von Smyrna: Theonis Smyrnaei philosophi Platonici expositio rerum mathematicarum ad legendum Platonem utilium
- 1. Jh. v. Chr. – Didymus der Musiker, verloren gegangenes Werk, auf das sich Porphyrios und Ptolemaios beziehen.

## Antike n. Chr. / frühes Mittelalter
- um 90, † nach 161 – Ptolemaios: Harmonica (in: Wallis 1699/1972, S. 1–152 u. Appendix S. 153–182).
- um 150 – Nikomachos von Gerasa: Harmonikon Encheiridion (in: Meibom 1652/1977, I, 3, S. 1–41 u. Anm. S. 42–60, deutsch: Handbuch der Harmonielehre)
- um 200 – Gaudentios: Harmonike Eisagoge (latein: Harmonica introductio, in: Meibom I, 5, S. 1–29 u. Anm. S. 30–40, deutsch: Einführung in die Harmonie).
- 232/3, † 305 – Porphyrios: Harmonica Ptolemaei: Commentarius (in: Wallis 1699/1972, S. 185–355)
- Ende des 3. Jh. – Alypios: Introductio musica (in: Meibom 1652/1977, I, 4, S. 1–64 u. Anm. S. 66–80).
- spätes 3. bis frühes 4. Jh. – Aristeides Quintilian: Perì musikês (De musica lib. I-III, in: Meibom 1652/1977, II, S. 1–164 u. Anm. S. 199–338).
- um 300 – Iamblichos von Chalkis: Buch 9 über die pythagoreische Lehre der Musik
- um 389 – Augustinus von Hippo: de musica
- 4. oder 5. Jh. – Martianus Capella: De nuptiis Philolog. Lib. IX (in: Meibom 1652/1977, II, S. 165–198 u. Anm. S. 339–363).
- 4. Jh. ?– Bacchius: Introductio artis musicae (Meibom 1652/1977, I, 6, S. 1–25 u. Anm. S. 26–36).
- um 500 – Anicius Manlius Severinus Boëthius: De institutione musica
- um 800 – Alcuin: Musica Albini
- um 850 – Aurelian Reomensis: Musica Disciplina
- um 900 – Abt Hoger von Werden: Musica enchiriadis

## 1000–1199
- 1000c. – Anonym: Dialogus de musica (früher Odo v. Cluny / Odo von St. Maur(?) zugeschrieben; „Pseudo-Odo“)
- 1025 – Guido von Arezzo: Micrologus de disciplina artis musicae
- 1028 – Guido von Arezzo: Prologus in antiphonarium (Aliae regulae)
- 1040c – Berno von Reichenau: Prologus in tonarium; Prologus in antiphonarium
- 1050 – Anonym: Winchester Tropar
- 1050c. – Hermannus Contractus: Musica
- 1050c. – Wilhelm von Hirsau: De Musica
- 1078c. – Aribo Scholasticus: De musica
- 1050–1100c. – Anonym: „Traktate der Gruppe M“ (Organum-Traktat Montpellier / Mailänder Traktat „Ad organum faciendum“)
- 1100c. – Johannes Cotto: De musica cum tonario

## 1200–1299
- 1225c. – Anonym: Ars Organi (Vatikanischer Organumtraktat)
- 1240–1270 – Anonym: Codex Wolfenbüttel; Handschriften W1, W2, F, M
- 1240c. – Johannes de Garlandia: De mensurabili musica
- 1250c. – Anonym: Quiconques veut deschanter
- 1260c. – Petrus Picardus: Musica mensurabilis
- um 1260, † um 1320 – Manuel Bryennios: Harmonica (in: Wallis 1699/1972, S. 359–508).
- 1270 – Johannes Aegidius Zamorensis: Ars musica
- 1270c. – Petrus Picardus: Ars motettorum compilata breviter
- 1271 – Amerus: Practica artis musicae
- 1273c. – Anonym (nennt Leonin und Perotin): De mensuris et discantu
- 1273 – Magister Lambertus: Tractatus de musica
- 1274 – Elias Salomo: Scientia artis musicae
- 1275c. – Hieronymus de Moravia: Tractatus de musica
- 1280 – Franco von Köln: Ars cantus mensurabilis
- 1290c. – Engelbert von Admont: De musica
- 1291/1300 – Johannes de Grocheo: De musica

- um 1300 – Johannes de Grocheo: Ars musicae (deutsch: Die Kunst der Musik)

## 1300–1399
- 1300 – Walter Odington: Summa de speculatione music(a)e
- 1300 – Anonym: Berliner Organumtraktat
- 1300–1350c. – Manuel Bryennios: Harmonica
- 1310c. – Pietro d’Abano: Expositio problematum Aristotelis (1475/82 gedruckt)
- 1317/18 – Marchettus von Padua: Lucidarium (1326/27?)
- 1321/26 – Marchettus von Padua: Pomerium in arte musicae mensuratae
- 1320c. – Philippe de Vitry Ars nova
- 1321 – Johannes de Muris: Notitia artis musicae
- 1322 – Johannes de Muris: Compendium musicae practicae
- 1323 – Johannes de Muris: Musica speculativa secundum Boetium
- 1330c. – Jacobus de Ispania (Jakobus von Lüttich): Speculum musicae
- 1341c. – Johannes de Muris: Ars contrapuncti
- 1345c. – Johannes de Muris: Libellus cantus mensurabilis
- 1350c. – Breviarium regulare musicae (anonym, England)
- 1357 – Johannes Boen: (Ars) Musica
- 1360 – Guillaume de Machault: Missa de Nostre-Dame
- 1360c. – Aegidius de Murino: Tractatus cantus mensurabilis
- 1360c. – Anonym. (Schüler von de Muris): De proportionibus; Ars discantus secundum Johannem de Muris
- 1360c. – Anonym.: Ars contrapuncti secundum Johannem de Muris
- 1360c. – Anonym: Ars contrapunctus secundum Phillipum de Vitriaco
- 1370 – Philippus de Caserta: Tractatus de diversi figuris
- 1380 – Heinrich Eger von Kalkar: Cantuagium
- 1395c. – Anonym: Codex Chantilly

## 1400–1499

### 1400–1449
- ca. 1430 Ugolino von Orvieto, Declaratio musicae disciplinae
- 1434 – Giorgio Anselmi da Parma: De musica
- 1436 – Guillaume Dufay: Nuper rosarum flores
- 1440c. – Martin Le Franc: Le Champion des Dames
- 1440/43 – Giorgio Anselmi da Parma: Dialogi de harmonia
- 1444/51 – Jacobus Borbus: Fragment zur Proportionslehre

### 1450–1499
- 1452 – Conrad Paumann: Fundamentum organisandi. Nürnberg. Über Orgelspiel
- 1454–80 – Anonymus: Pro Clavichordis faciendis („Erlanger Traktat“)
- um 1450 – Henri Arnaut de Zwolle: Traktat über Musikinstrumente. Paris, Bibliothèque Nationale, Ms. lat. 7295. Dijon. Über Laute, Cembalo („Clavisymbalum“), Harfe, Clavicord, Orgel, dulce melos
- 1458–64 – Johannes Gallicus: Ritus canendi vetustissimus et novus
- 1459–1463 – Paulus Paulirinus: Liber vigenti artium. Kraków, Biblioteka Jagiellońska, Cod. 257. Pilsen
- 1460c. – Guilelmus Monachus: De praeceptis artis musice libellus
- 1472–73 – Johannes Tinctoris: Expositio manus
- 1474 – Franchino Gaffori: Extractus
- 1474 – Johannes Tinctoris: Terminorum musicae diffinitorium
- 1474 – Johannes Tinctoris: Proportionale musices
- 1476 – Johannes Tinctoris: Liber de natura et proprietate tonorum
- 1477 – Johannes Tinctoris: Liber de arte contrapuncti
- 1480 – Franchino Gaffori: Theoricum opus musice discipline
- 1480–87 – John Hothby: Calliopea legale; Excitation quaedam musicae artis per retutationem; Dialogus in arte musica; Epistola
- 1482 – Bartolomeo Ramos de Pareja: De musica tractatus sive musica practica
- 1484 – Johannes Tinctoris: De inventione et usu musicae. Neapel
- 1484 – Marsilio Ficino: Kommentar zu Platons Timaios
- 1484 – Marsilio Ficino: De rationibus musice (Brief an Domenico Benivièni)
- 1485 – Leon Battista Alberti: De re aedificatoria (1450 verfasst)
- 1487 – Niccolò Burzio: Musices opusculum
- 1489 – Marsilio Ficino: De vita
- 1490 – Adam von Fulda: Musica
- 1491 – Giovanni Spataro: Honesta defenso
- 1492c. – Florentinus de Faxolis: Liber musices
- 1492 – Franchinus Gaffurius: Theorica musicae (deutsch: Musiktheorie)
- 1495 – Johannes Tinctoris: Terminorum musicae deffinitorium. Treviso.
- 1496 – Franchinus Gaffurius: Practica musice
- 1496 – Jacobus Faber Stapulensis: Musica libris demonstrata quatuor

## 1500–1599

### 1500–1549
- 1501 – Giorgio Valla: De expetendis et fugiendis rebus opus
- 1501 – Nicolaus Wollick (Melchior Schamppecher): Opus aureum
- 1504 – Pomponius Gauricus: de sculptura
- 1504–08 – Erasmus Horicius (Erasmus von Höritz): Musica
- 1507? – Johannes Cochlaeus: Musica
- 1508 – Franchino Gaffori: Angelicum ac divinum opus musicae
- 1510 – Pietro Cannuzi: Flores Musices
- 1511 – Arnolt Schlick: Spiegel der Orgelmacher und Organisten. Heidelberg. Über Orgelbau, Druck (Reproduktionstechnik) Peter Schöffer, Mainz. Enthält Erwiderung auf Virdung.
- 1511 – Sebastian Virdung: Musica getutscht und außgezogen. Basel.
- 1515 – Bernhard Bogentantz: Collectanea utriusque cantus (Gaffurius-Rezeption)
- 1516 – Pietro Aaron: Libri tres de institutione harmonica
- 1516 – Michael Koswick: Compendaria Musice artis aeditio, cuncta quae ad practicam attinent, mira quadam brevitate complectens
- 1517 – Andreas Ornitoparchus: Musicae activae micrologus
- 1518 – Franchino Gaffori: De harmonia musicorum instrumentorum opus (bereits 1500 vollendet)
- 1518 – Henricus Grammateus: Ayn new kunstlich Buech
- 1520 – Johannes Galliculus (de Mantua, Cartusiensis): Libellus de compositione cantus
- 1520 – Franchino Gaffori: Apologia adversus Ioannem Spatarium
- 1520 – Pier Maria Bonini: Acutissime observationes
- 1521 – Giovanni Spataro: Errori de Franchino Gafurio
- 1523/29 – Pietro Aaron: T(h)oscanello in musica
- 1524/25 – Pietro Aaron: Trattato della natura e cognitione di tutti gli tuoni di canto figurato
- 1528 – Martin Agricola: Musica instrumentalis deutsch. Wittenberg. 2. erweiterte Auflage 1545
- 1529 – Martin Agricola: Musica instrumentalis deudsch
- 1529 – Ludovico Fogliano: Musica theorica
- 1530–1537 – Gaspar de Aguilar: Arte de principios de canto llano („Die Prinzipien des Kirchengesangs“)
- 1532 – Martin Agricola: Musica figuralis deudsch
- 1532 – Hans Gerle: Musica teutsch, auf die Instrument der großen und kleinen Geygen, auch Lauten geschrieben. Nürnberg
- 1533 – Giovanni Maria Lanfranco: Scintille di musica. Brescia
- 1533 – Stefano Vanneo[3]: Recanetum de musica aurea
- 1533 – Jacopo Sadoleto: De liberis recte instituendis
- 1533 – Nikolaus Listenius: Rudimenta musicae
- 1535 – Silvestro Ganassi: Opera intitulata Fontegara. Venedig
- 1536 – Othmar Luscinius: Musurgia seu Praxis Musicea. Straßburg
- 1537 – Nikolaus Listenius: Musica
- 1537 – Auctor Lampadius: compendium musices tam figurali quam plani cantus
- 1537 – Sebald Heyden: Mvsicae, id est, artis canendi libri duo
- 1539 – Georg Liban: De accentuum ecclesiasticorum exquisita ratione
- 1540 – Georg Liban: De musicae laudibus oratio
- 1542 – Silvestro Ganassi: Reloga Rubertina. Venedig
- 1543 – Silvestro Ganassi: Lettione seconda pur della prattica di sonare il violone d’arco da tasti. Venedig
- 1544 – Matthias Greitter: Elementale musicum
- 1545 – Martin Agricola: Musica instrumentalis deutsch. Wittenberg. 2. erweiterte Auflage von Agricola 1528
- 1545 – Pietro Aaron: Lucidario in musica
- 1547 – Martin Agricola: Musica ex prioribus a me aeditis musicis. Magdeburg
- 1547 – Angelo da Piccitono: Fior angelico di musica. Venedig
- 1547 – Glarean: Dodekachordon. Basel
- 1548 – Heinrich Faber (Gregorius Faber): Compendiolum musicae, Musica poetica
- 1549 – Juan Bermudo: El libro primero de la declaración de instrumentos. Osuna

### 1550–1599
- 1552 – Adrianus Petit Coclico: Compendium musices
- 1552 – Johannes Fries – Synopsis isagoges musicae. Zürich
- 1553 – Vincenzo Lusitano: Introducione facilissima et novissima di canto fermo et figurato contraponto semplice et in concerto
- 1553 – Diego Ortiz: Tratado de Glosas
- 1553 – Claudius Sebastiani: Bellum musicale. Strassburg: Pauli Marchaeropoei
- 1555 – Juan Bermudo: Declaración de instrumentos musicales. Ossuna
- 1555 – Nicola Vicentino: L’ antica musica ridotta alle moderna prattica. Rom
- 1555 – Pontus de Tyard: Solitaire secondon prose de la musique
- 1556 – Hermann Finck: Practica musica
- 1556 – Philibert Jambe de Fer: L’épitome musicale. Lyon
- 1558 – Michel de Menehou: Nouvelle instruction familiere. Paris
- 1558 – Gioseffo Zarlino: Le istitutioni harmoniche. Venedig
- 1563 – Lucas Lossius: Erotemata musicae practicae
- 1563 – Giovanni Battista Benedetti: Brief an Cipriano de Rore
- 1563/64 – Gallus Dreßler: Praecepta musicae poeticae
- 1565 – Thomas de Sancta Maria: Libro Ilamado arte de taner fantasia
- 1570 – Andrea Palladio: Quattro libri dell' architettura
- 1571 – Gioseffo Zarlino: Dimostrationi harmoniche. Venedig
- 1572 – Eucharius Hoffmann: Musicae practicae praecepta communiora. Rostock
- 1573 – Girolamo Mei: De modis musicis antiquorum
- 1577 – Francisco de Salinas: De musica libri septem. Salamanca
- 1589 – Thoinot Arbeau: Orchésographie. Langres
- 1580 – Girolamo Diruta: Primo libro de contrapunti,
- um 1580 – „Schottischer Anonymus“: The Art of Music (London, Brit. Mus. Add. Ms. 4911)
- 1581 – Vincenzo Galilei: Dialogo della musica antica e della moderna
- 1581 – Andreas Papius: De consonantiis, seu pro diatesseron libri duo
- 1581 – Illuminato Aiguino: Il tesoro illuminato di tutti i tuoni di canto figurato
- 1578/84 – Giovanni Bardi: Discorso mandato a Caccini detto Romano, sopra la musica antica, e'l cantar bene (erst 1763 in Doni: Lyra Barberina II gedruckt)
- 1584 – Girolamo Dalla Casa: Il vero modo di diminuir
- 1585 – Giovanni Battista Benedetti: Diversarum speculationum mathematicarum, & physicarum liber
- 1586–9 – Giovanni Maria Artusi: L'arte del contraponto (contrapunto) ridotta in tavole
- 1588 – Gioseffo Zarlino: Sopplimenti musicali
- 1588 – Orazio Tigrini: Il compendio della musica
- 1588–91 – Vincenzo Galilei: 1. Discorso intorno all'uso delle Dissonanze; 2. Il primo libro della prattica del Contrapunto intorno all'uso delle consonanze / Discorso intorno all'uso dell'enharmonio (unvollendet; nicht veröffentlicht)
- 1588 – Pietro Pontio: Ragionamento di musica
- 1589 – Giovanni Maria Artusi: Seconda parte dell'arte del contraponto
- 1589 – Vincenzo Galilei: Discorso intorno all'opere di Messer G. Zarlino
- 1591 – Andreas Papius: De Consonantiis, seu pro Diatessaron libri duo
- 1592 – Francisco de Montanos, Arte de musica theorica y pratica
- 1592 – Ludovico Zacconi: Prattica di musica utile et necessaria. Venedig
- 1593 – Girolamo Diruta: Il Transilvano. Dialogo sopra il vero modo di sonar organi, & istromenti da penna (Teil 1)
- 1594 – Giovanni Battista Bovicelli: Regole, passaggi di musica, madrigali et motetti passegiati (Nachdruck 1986, Rom)
- 1594/99 – Ercole Bottrigari (=Alemanno Benelli): Il Desiderio overo de' concerti di varii strumenti musicali
- 1595 – Pietro Pontio: Dialogo della Theorica e Prattica di Musica
- 1596/1600 – Ludovico Zacconi: Prattica in musica
- 1596 – William Barley: A Pathway to Musicke (insbes. der dortige Anhang eines anonymen Autotors A Treatise of decant)
- 1597 – Thomas Morley: A Plaine and Easie Introduction to Practicall Musicke
- 1598 – Giovanni Maria Artusi: L'arte del contraponto, novamente ristampata

## 1600–1699

### 1600–1619
- 1600 – Emilio de’ Cavalieri: Rappresentatione di Anima, et di Corpo (Vorwort)
- 1600 – Giovanni Artusi: Delle imperfettioni della moderna musica. Venedig
- 1600 – Seth Calvisius: Exercitationes musicae duae. Leipzig
- 1600 – Seth Calvisius: Exercitationes musicae duae
- 1600 – Peter Eichmann: Oratio de divina origine
- 1601 – Scipione Cerreto: Della prattica musica vocale et strumentale. Neapel
- 1601 – Adriano Banchieri: Cartella overo regole utilissime
- 1601 – Ercole Bottrigari: Ant-Artusi
- 1601 – Joachim Burmeister: Musica autoschediastike
- 1601 – Joachim Burmeister: Musicae practicae sive artis canendi
- 1601 – Giulio Caccini: Le nuove musiche
- 1601 – Jacopo Peri: Le musiche sopra l'Euridice (Vorrede)
- 1602 – Sethus Calvisius: Melopoiia sive Melodiae condendae ratio
- 1602 – Ercole Bottrigari: Lettera di Federico Verdicelli
- 1602 – Ercole Bottrigari: Il Melone: Discorso armonico
- 1602 – Christoph Demantius: Isagoge artis musicae
- 1602 – Girolamo Mei: Discorso sopra la musica
- 1602 – Lodovico Viadana: Preface to the Cento concerti
- 1603 – Giovanni Artusi: Seconda parte dell’ Artusi
- 1604 – Giovanni Artusi: Impresa del molto Rev. G. Zarlino
- 1604 – Ercole Bottrigari: Aletelogia di Leonardo Gallucio
- 1604 – Peter Eichmann: Praecepta musicae practicae
- 1605 – Giovanni Artusi: Discorso musicale di Antonio Braccino
- 1605 – Adriano Banchieri: L'organo suonarino
- 1605 – Eucharius Hoffmann: Brevis synopsis de modis
- 1605 – Claudio Monteverdi: Preface to Il quinto libro
- 1605 – Claudio Monteverdi: Dichiaratione della lettera stampata
- 1605 – Georg Quitschreiber: Musicbüchlein für die Jugend
- 1606 – Joachim Burmeister: Musica poetica. Rostock
- 1607 – Agostino Agazzari: Del sonare sopra il basso con tutti l’istromenti e dell’ uso loro nel conserto. Siena
- 1607 – Francesco Bianciardi: Breve regola per imparar' a sonare
- 1607 – Giulio Cesare Monteverdi: Diachiaratione zu Claudio Monteverdi: Scherzi Musicali
- 1607 – Federico Zuccari: L'Idea de' Pittori, Scultori e Architetti
- 1608 – Marco da Gagliano: La Dafne (Vorrede „Ai lettori“)
- 1608 – Giovanni Artusi: Discorso secondo musicale di Antonio Braccino
- 1608 – Scipione Cerreto: Dell' arbore musicale
- 1609 – Girolamo Diruta: Seconda parte del Transilvano Dialogo
- 1609 – Heinrich Baryphonus: Isagoge musica
- 1609 – Joachim Burmeister: Musica theorici Henrici Brucaei
- 1609 – Pietro Cerone: Le regole più necessarie
- 1609 – Johannes Lippius: Disputatio musica prima
- 1609 – Johannes Lippius: Disputatio musica secunda
- 1609 – Adriano Banchieri: Conclusioni nel suono dell’organo. Bologna
- 1609 – Rocco Rodio: Regole di musica
- 1610 – Antonio Brunelli: Regole et dichiarationi di alcuni contrappunti dopii
- 1610 – Johann Heinrich Alsted: Scientiarum omnium encyclopaediae
- 1610 – Johannes Lippius: Disputatio musica tertia
- 1610 – Johannes Lippius: Thematia musica
- 1610 – Pierre Maillart: Les Tons, ou discours, sur les modes de musique. Tournay
- 1610 – Giovanni Chiodino: Arte pratica latina e volgare
- 1611 – Johann Heinrich Alsted: Elementale mathematicum musica
- 1611 – Adriano Banchieri: La mano et documenti
- 1611 – Seth Calvisius: Exercitatio musica tertia
- 1611 – Johannes Lippius: Breviculum errorum musicorum
- 1611 – Johannes Lippius: Themata fontem omnium erratium musicorum
- 1611 – Agostino Pisa: Breve dichiarazione della battuta musicale
- 1611 – Georg Quitschreiber: De parodia tractatus musicalis
- 1612 – Seth Calvisius: Musicae artis praecepta nova
- 1612 – Thomas Campion: A New Way of Making Fowre Parts
- 1612 – Johannes Lippius: Synopsis musicae novae omnino verae. Argentorati
- 1613 – Johann Heinrich Alsted: Methodus admirandorum mathematicorum
- 1613 – Pietro Cerone:  El Melopeo y Maestro. Neapel. Übernahme von Zacconi 1592
- 1613 – Johannes Nucius: Musices poeticae
- 1613 – Thomas Campion: A New way of Making Foure Parts
- 1614 – Giulio Caccini: Nuove musiche (II) e nuova maniera di scriverle (Vorrede)
- 1614 – Adriano Banchieri: Cartellina dei canto fermo gregoriano
- 1614 – Adriano Banchieri: Frutto salutifero
- 1614 – Johannes Lippius: Philosophiae verae ac sincerae synopticae
- 1614 – Michael Praetorius: Syntagma musicum
- 1614 – Thomas Ravenscroft: A Briefe Discourse. London
- 1615 – Adriano Banchieri: Al direttorio monastico di canto fermo
- 1615 – Heinrich Baryphonus: Pleiades musicae, quae in certas sectiones distributae praecipuas queastiones musicas discutiunt
- 1615 – Salomon de Caus: Institution harmonique
- 1615 – Salomon de Caus: Les raisons des forces mouvantes
- 1616 – Robert Fludd: Apologia compendiaria fraternitatem
- 1617 – John Cooper (Coprario): Rules How to Compose
- 1617 – Robert Fludd: Tractatus apologeticus integritatem
- 1617 – Robert Fludd: Utriusque cosmi
- 1618 – René Descartes: Musicae compendium, veröffentlicht 1650
- 1618c. – Thomas Campion: A new way of making fowre parts in counter-point
- 1619 – Johannes Kepler: Harmonice Mundi. Linz. Übersetzt von Max Caspar 1939 (Nachdruck ISBN 3-486-58046-9)
- 1619–1620 Michael Praetorius: Syntagma musicum. Band II, De Organographia, Theatrum instrumentorum seu, Sciagraphia. Wolfenbüttel

### 1620–1639
- 1620 – Francesco Rognoni: Selva de varii passaggi secondo l’uso moderno per cantare & suonare. 2 Bände. Mailand
- 1622 – Camillo Angleria: La regola del contraponto
- 1636 – Marin Mersenne: Harmonie Universelle. Paris
- 1639 – André Maugars: Response faite à vn Curieux. Rom
- 1639 – Antoine Parran: Traité de la musique théorique et pratique. Paris
- 1622 – Ludovico Zacconi: Prattica in [Pratica di] musica, seconda parte
- 1623 – Marin Mersenne: Quaestiones celeberrimae in Genesim
- 1630 – Heinrich Baryphonus: Pleiades musicae, quae fundamenta musicae theoricae ex principiis mathematicis eruta
- 1630/54 – Johann Crüger: Synopsis musica
- 1631 – Wolfgang Schönsleder: Architectonice musices universalis
- 1631 – Elway Bevin: A Briefe and Short Instruction of the Art of Musicke, London
- 1635 – Giovanni Battista Doni: Compendio del trattato de' generi, e de' modi della musica
- 1636 – Charles Butler: The principles of musik, in singing and setting
- 1636–37 – Marin Mersenne: L'harmonie universelle
- 1638 – Claudio Monteverdi: Madrigali guerrieri, et amorosi, Libro ottavo (Vorrede)

### 1640–1659
- 1640 – Giovanni Battista Doni: Annotazioni sopra il compendio de' generi, e de' modi della musica
- 1648c. – Marco Scacchi: Epistola (an Werner)
- 1649 – Marco Scacchi: Breve discorso sopra la musica moderna
- 1649 – René Descartes: Les Passions de l’âme
- 1650 – Athanasius Kircher: Musurgia Universalis. Rom
- 1656 – De La Voye-Mignot: Traité de Musique. 2. Auflage 1666 Genf
- 1659 – Christopher Simpson: The Division-Violist

### 1660–1679
- 1660 – Christoph Bernhard: Tractatus compositionis augmentatus (Ms.)
- 1667 – Guillaume Gabriel Nivers: Traité de la composition de musique. Paris
- 1672c. – Christoph Bernhard: Ausführlicher Bericht vom Gebrauche der Con- und Dissonantien (Ms.)
- 1672 – Lorenzo Penna: Li primi albori musicali
- 1673 – Athanasius Kircher: Phonurgia nova
- 1673 – Giovanni Maria Bononcini: Musico prattico (deutsche Übersetzung Stuttgart, 1701) Neuauflage 1964
- 1676 – Wolfgang Caspar Printz Phrynis, oder Satyrischer Componist. Quedlinburg
- 1677 – Nikolai Pawlowitsch Dilezki: Grammatika musikiyskago peniya.(Die Grammatik einer Melodie). Smolensk
- 1677 – Roger North: Some Notes upon an Essay of Musieck printed
- 1677 – John Wallis: Philosophical Transactions
- 1678 – Giovanni Maria Bononcini: Musico prattico
- 1679 – Lorenzo Penna: Terzo libro delli primi albori musicali
- 1679 – René Ouvrard: Architecture harmonique. Paris

### 1680–1699
- 1681 – Angelo Berardi: Ragionamenti musicali
- 1687 – Angelo Berardi: Documenti armonici. Bologna
- 1687 – Jean Rousseau: Méthode claire, certaine et facile pour apprendre à chanter
- 1687 – Andreas Werckmeister: Musicae mathematicae hodegus curiosus oder Richtiger Musicalischer Weg-Weiser. Frankfurt am Main und Leipzig (Nachdruck ISBN 3-487-04080-8)
- 1689 – Wolfgang Caspar Printz: Exercitationes musicae theoretico-practicae curiosae de concordantiis singulis. Dresden
- 1689 – Angelo Berardi: Miscellanea musicale
- 1690 – Angelo Berardi: Arcani musicali
- 1690 – Angelo Berardi: Il Perché musicale ovvero staffetta armonica
- 1691 – Andreas Werckmeister: Musicalische Temperatur. Quedlinburg
- 1691 – Andreas Werckmeister: Der Edlen Music-Kunst Würde / Gebrauch und Mißbrauch. Frankfurt und Leipzig
- 1692 – Marc-Antoine Charpentier: Règles de composition
- 1695 – Georg Muffat: Suavioris harmoniae instrumentalis hyporchematicae florilegium primum (Vorwort)
- 1696 – Wolfgang Caspar Printz: Phrynis Mitilenæus, oder Satyrischer Componist. Dreßden, Leipzig
- 1696 – Étienne Loulié: Éléments ou Principes de Musique. Paris
- 1697 – Andreas Werckmeister: Hypomnemata musica. Quedlinburg
- 1697–99 – Charles Masson: Nouveau traité des règles pour la composition de la musique
- 1698 – Georg Muffat: Florilegium secundum (Vorwort)
- 1698 – Andreas Werckmeister: Erweiterte und verbesserte Orgel-Probe. Quedlinburg
- 1698 – Andreas Werckmeister: Die nothwendigsten Anmerckungen und Regeln, wie der Bassus continuus oder General-Bass wol könne tractiret werden. Aschersleben
- 1699 – Georg Muffat: Regulae concentuum partiturae

## 1700–1799

### 1700–1719
- 1700 – Andreas Werckmeister: Cribrum musicum oder musicalisches Sieb. Quedlinburg und Leipzig
- 1700 – Jean-Pierre Freillon-Poncein: La véritable manière d’apprendre à jouer en perfection du haut-bois, de la flûte et du flageolet... Paris
- 1700 – Johann Joseph Fux:  Exempla dissonantiamm ligatamm
- 1700 – Johann Kuhnau:  Der musicalische Quack-Salber
- 1700 – Jean-Pierre Freillon-Poncein: La véritable manière d’apprendre à jouer en perfection du haut-bois, de la flûte et du flageolet... Paris
- 1700 – Jacques Boyvin: Traité abrégé de l’accompagnement pour l’orgue et pour le clavecin. Paris
- 1701 – Johann Georg Ahle: Musikalisches Wintergespräche
- 1701 – Johann Beer: Bellum musicum oder musikalischer Krieg
- 1701 – Tomáš Baltazar Janovka: Clavis ad thesaurum magnae artis musicae. Prag
- 1701 – Georg Muffat: Vorwort zu Außerlesene Instrumental-Music Erste Versamblung(Exquisitoris harmoniae). Passau
- 1701 – Joseph Sauveur: Principes d’acoustique et de musique, ou système général des intervalles des sons. in: Mémoires de l’Académie Royale des sciences
- 1701 – Philipp Jacob Boeddecker: Manuductio nova methodico-practica ad Bassum generalem. Stuttgart(posthum)
- 1702 – Monsieur de Saint-Lambert: Les principes du clavecin
- 1702 – Joseph Sauveur:  Application des sons harmoniques
- 1702 – José de Torres: Reglas generales de accompanar, en órgano, clavicordio, y harpa... Madrid 1702, erweitert 1736
- 1702 – Johann Philipp Treiber: Sonderbare Invention: eine Arie in einer einzigen Melodey aus allen Tonen und Accorden, auch jederley Tacten zu componiren
- 1702 – Andreas Werckmeister: Harmonologia musica oder kurtze Anleitung zur musicalischen Composition. Frankfurt und Leipzig
- 1703 – Johann Kuhnau: Fundamenta compositionis
- vor 1703 – Roger North: Cursory Notes of Musicke
- vor 1703 – Roger North: Notes of Me
- 1704 – Johann Baptist Samber: Manuductio ad Organum, das ist: Gründlich- und sichere Handleitung durch die höchstnothwendige Solmisation zur edlen Schlagkunst. Salzburg[4]
- 1704 – Johann Phillip Treiber: Der accurate Organist im General-Baß. Jena
- 1704 – Diego Fernández de Huete: Compendio numeroso..., segunda parte. Madrid
- 1705 – Gottfried Keller: Rules for Playing a Thorough Bass
- 1705 – Charles Masson: Divers traitez sur la composition
- 1705 – Thomas Salmon: The Theory of Musick Reduced to Arithmetical and Geometric Proportions
- 1705 – Benedetto Marcello: Lettera famigliare d' un accademico filarmonico, et arcade discorsiua sopra un libro di duetti, terzetti, e madrigali a più uoci stampato in Venezia da Antonio Bortoli l' anno 1705(Bologna, Museo Internazionale e Biblioteca della Musica, MS H. 46)
- 1706 – Johann Georg Neidhardt: Beste und leichteste Temperatur
- 1706 – Zaccaria Tevo: Il musica testore
- 1706 – Angelo Michele Bartalotti: Regole utilissime per apprendere con fundamento, e facilità il Canto Fermo. Bologna
- 1707 – Michel de Saint-Lambert: Nouveau traite de l’accompagnement
- 1707 – Johann Baptist Samber: Continuatio ad Manuductionem, das ist: Fortsetzung zu der Manuduction oder Hand-Leitung zum Orgl-Schlagen. Salzburg
- 1707 – Joseph Sauveur: Méthode générale pour former les Systèmes tempérés de Musique, et du choix de celui qu'on doit suivre
- 1707 – Gottfried Keller: Rules, or a compleat method to play a thorough bass upon the harpsichord, organ or arch lute. London
- 1707 – Monsieur de Saint-Lambert: Nouveau Traité de l’accompagnement du clavecin, de l ´Orgue, et des autres instruments. Paris
- 1707 – Jacques-Martin Hotteterre: Principes de la flûte traversière, ou flûte d’Allemagne, de la flûte à bec ou flûte douce et du hautbois, divisez par traictez. Paris
- 1707 – Franz Xaver Murschhauser: Fundamentalische Kurz und bequeme Handtleithung so wohl zur Figurat- als Choral-Music. München
- 1707 – Andreas Werckmeister: Musicalische Paradoxal-Discourse. Quedlinburg
- 1708 – Francesco Gasparini: L’armonico pratico al cimbalo. Venedig
- 1708 – Friedrich Erhard Niedt: Musicalisches ABC zum Nutzen...
- 1708 – Johann Gottfried Walther: Praecepta der Musicalischen Composition. Weimar
- 1710 – Friedrich Erhard Niedt:  Musicalische Handleitung I. Teil
- 1710 – Roger North: Annotations to Capt. Prencourt’s Tract of the Continued or thro-base.
- 1710 – Johann Baptist Samber: Elucidatio musicae coralis.
- 1711 – Johann David Heinichen: Neu erfundene und gründliche Anweisung […] zu vollkommener Erlernung des General-Basses Hamburg
- 1711 – Joseph Sauveur: Table generale des sistemes temperes.
- 1711 – Antonio Filippo Bruschi: Regole per il contrapunto e per l’accompagnatura del basso continuo. Lucca
- 1712 – Gottfried Wilhelm Leibniz: Principes de la nature.
- 1713 – Johann Mattheson: Das neu eröffnete Orchestre. Hamburg
- 1713 – Joseph Sauveur: Rapport des sons des cordes
- 1714 – Santiago de Murcia: Resumen de accompañar la parte con la guitarra. Antwerpen
- 1714 – Geminiano Sangiovanni: Primi ammaestramenti della musica figurata... come pure vi si danno le regole del basso continuo per ben accompagnare nel clavicembalo, et organo in parte che canta e che suona. Modena
- 1714 – Anonymus: Regole per imparare a sonare il Cimbalo ò Organo
- 1714 – Alessandro Scarlatti: Regole per cembalo.
- 1714 – Alessandro Scarlatti: Regole per Principianti.
- 1715 – Johann Heinrich Buttstedt: Ut, mi, sol, re, fa, la.
- 1715 – Roger North: An Essay of Musicall Ayre.
- 1715 – Roger North: The Theory of Sounds.
- 1715 – Bernardo Pasquini: Regole del Sig. Bernardo Pasquini per bene accompagnare con il Cembalo ad uso di Giuseppe Gaetani da Zofi. In Roma dal di 7. Gennaio
- 1716 – François Campion: Traité d’Accompagnement et de composition selon la règle des octaves de Musique. Paris
- 1716 – Louis-Nicolas Clérambault: Regles d’accompagnement
- 1717 – Johann Kuhnau: Ausspruch über den Orchester-Streit
- 1717 – Johann Mattheson: Das beschützte Orchestre
- 1717 – Friedrich Erhard Niedt: Musicalische Handleitung. Hamburg Teil II
- 1717 – Alexander Bayne: An Introduction to the Knowledge and Practice of the Thoro'bass. Edinburgh
- 1718 – Anonymus: Wegweiser, vermittelst welches man nicht allein aus dem Grund, die Orgel recht zu schlagen,... Augsburg
- 1719 – Johann Beer: Musicalische Discurse
- 1719 – Johann Mattheson: Exemplarische Organistenprobe im Artikel vom General-Bass. Hamburg
- 1719 – Matthaeus Gugl: Fundamenta partiturae. Salzburg 1719, Augsburg 1727
- 1719 – Jean-François Dandrieu Principes de l’Accompagnement du Clavecin. Paris c.1719

### 1720–1739
- 1721 – Franz Xaver Murschhauser: Academia musico poetica Bipartita oder: Hohe Schul der musicalischen Composition. Nürnberg
- 1722 – Johann Mattheson: Critica musica.
- vor 1722 – François Couperin: Regles pour l’Acompagnement. Paris
- 1723 – Jean-Philippe Rameau: Traité de l’Harmonie reduite a ses principes naturels; divise en quatre livres. Paris
- 1723 – Jakob Adlung: Vollständige Anweisung zum Generalbaße
- 1723 – Justinus a Desponsatione: Musicalische Arbeith Und Kurtz-Weil Das ist: Kurtze und gute Regulen der Componier und Schlag-Kunst. Augsburg
- 1723 – Pablo Nassarre: Escuela musica
- 1723 – Pier Francesco Tosi: Opinioni de' cantori antichi
- 1724 – Sébastien de Brossard: Catalogue des livres de musique.
- 1724 – Johann Georg Neidhardt: Sectio canonis hannonici.
- 1724 – Johann Christoph Pepusch: A Short Explication.
- 1725 – Francesco Antonio Vallotti: Una memoria di varie decisioni teorico.
- 1725 (begonnen) – Johann Sebastian Bach: Einige höchst nöthige Regeln vom General Basso. di J.S.B., Einige Reguln vom General Baß.
- 1725 – Johann Joseph Fux: Gradus ad Parnassum. Wien. Übersetzt von Lorenz Christoph Mizler 1742 Leipzig (Neudruck ISBN 3-487-05209-1)
- 1726 – Jakob Adlung:  Musica mechanica organoedi
- 1726 – Leonhard Euler: Musices theoreticae systema
- 1726 – Roger North: The Musicall Gramarian
- 1726 – Jean-Philippe Rameau: Nouveau système de musique théorique
- ca. 1727 – Jakob Adlung: Anweisung zur Fantasie
- 1727 – Jakob Adlung: Anweisung zur italienischen Tablatur
- 1727 – Leonhard Euler: Dissertatio physica de sono
- 1727 – Ernst Gottlieb Baron: Historisch-theoretisch und praktische Untersuchung des Instruments der Lauten. Nürnberg
- 1727 – Erik Burman, Tobias Westbladh: Specimen academicum de triade harmonica. Uppsala
- 1728 – Johann David Heinichen: Der General-Bass in der Composition. Dresden
- 1728 – Roger North: Memoires of Musick
- 1728 – Johann Gottfried Walther: Alte und neue musicalische Bibliothec
- 1728 – Anonymus: Kurtze Anführung zum Generalbass. Leipzig
- 1728 – Eric Burman: Dissertatio musica. De basso fundamentali. Uppsala
- 1729 – Sébastien de Brossard: Lettre en tonne de dissertation
- 1729 – François Campion: Lettre. . . à un philosophe disciple de la règle de l’octave
- 1729–31 – Jean-Philippe Rameau: Polemic with Michel Pignolet de de Montéclair. in: Mercure de France de 1729 à 1731
- 1730 – François Campion: Addition au traite d’accompagnement
- 1730 – Alexander Malcolm: New System of Arithmetic
- 1730 – Johann Christoph Pepusch: Rules, or a Short and Compleat Method
- 1730 – Johann Christoph Pepusch: A Short Treatise on Harmony
- 1730 – Johann Adolph Scheibe: Compendium musices theoretico-practicum
- 1730 – Peter Prelleur: The modern musick master. London
- 1730 – François Campion: Addition au traité d’accompagnement et de composition par la règle de l’octave. Paris
- 1731 – Peter Prelleur: The modern Musick-Master or the universal Musican. London
- 1731 – Georg Philipp Telemann: Vorwort zu Fortsetzung des harmonischen Gottesdienstes
- 1731 – Johan Philip Albrecht Fischer: Korte en noodigste Grond-Regelen van de Bassus-Continuus. Utrecht
- 1731 – Johann Mattheson: Grosse General-Bass-Schule. Hamburg
- 1732 – Johann Gottfried Walther: Musicalisches Lexicon Oder Musicalische Bibliothec. Leipzig. Erstes deutschsprachiges Musiklexikon[5]
- 1732 – Johann Beer: Schola phonologica
- 1732 – David Kellner: Treulicher Unterricht im Generalbaß, Hamburg 1732
- 1732 – Johann Georg Neidhardt: Gäntzlich erschöpfte, mathematische Abtheilungen des diatonisch-chromatischen, termperirten Canonis Monochordi. Königsberg
- 1732 – Jean-Philippe Rameau: Dissertation sur les différentes Méthodes d’accompagner pour le clavecin ou pour l’orgue. Paris
- 1732 – Francesco Antonio Vallotti: Serie di vari autori Greci.
- 1732 – Ioseph Friedrich Bernhard Caspar Majer: Museum Musicum Theoretico Practicum. Schwäbisch Hall
- 1733–34 – Georg Philipp Telemann: Singe-, Spiel- und Generalbaß-Übungen. Hamburg
- 1732–36 – Jean-Baptiste Cappus: Etrennes de Musique, in: Etrennes de Musique Contenant une Methode Courte et Facile Pour apprendre cet Art en tres peu de tems. Paris
- 1735 – Johann Mattheson: Kleine Generalbaßschule. Hamburg
- 1736 – Michel Pignolet de Montéclair: Principes de musique. Paris
- 1736 – Jean-Philippe Rameau: Lettre au R P. Castel
- 1736 – Christoph Gottlieb Schröter: Der musikalischen Intervallen Anzahl
- 1736–54 – Lorenz Christoph Mizler: Musikalische Bibliothek, Bde. 1–4, Leipzig
- 1737 – Jean-Philippe Rameau: Generation harmonique
- 1737 – Carl Johann Friedrich Haltmeier: Anleitung: wie man einen General-Baß, oder auch Hand-Stücke, in alle Tone transponiren könne. Hamburg
- 1737 – Johann Friedrich Lampe: A plain and compendious method of Teaching Thorough-Bass. London
- 1737 – Johann Mattheson: Kern melodischer Wissenschafft, bestehend in den auserlesensten Haupt- und Grund-Lehren der musicalischen Setz-Kunst oder Composition. Hamburg
- 1737–40 – Johann Adolph Scheibe: Der Critische Musicus. Hamburg
- 1738 – Johann Mattheson: Gültige Zeugnisse über die jüngste Matthesonisch-Musicalische Kern-Schrifft. Hamburg
- 1738 – Johann Adolph Scheibe: Sendschreiben
- 1738 – Christoph Gottlieb Schröter: Sendschreiben an … Mizler
- 1738 – Johann Sebastian Bach: Vorschriften und Grundsätze zum vierstimmigen Spielen des Generalbaß oder Accompagnement für seine Scholaren in der Music Ms. 1738, Schreiber Carl August Thieme Fac-simile et traduction anglaise in „J.S.Bach’s precepts and principles...“, Clarendon Press, Oxford 1994
- 1738 – Johann Wilhelm Hertel: Gründliche Anweisung, wie man den Generalbaß recht traktieren soll
- 1738 – Franz Anton Maichelbeck: Die auf dem Clavier lehrende Caecilia. Augsburg
- 1738 – Johann Philipp Eisel: Musicus Autodidactos, oder Der sich selbst informirende Musicus. Erfurt (Neudruck ISBN 978-1-272-72888-5)
- 1738 – Michel Corrette: L’École d’Orphée. Paris
- 1739 – Leonhard Euler: Tentamen novae theoriae musicae. St. Petersburg
- 1739 – Johann Mattheson: Der vollkommene Capellmeister. Hamburg[6]
- 1739 – Lorenz Christoph Mizler: Anfangs-Gründe des Generalbasses. Leipzig
- 1739/1740 – Lorenz Christoph Mizler: Musikalischer Staarstecher. Leipzig
- 1739 – Johann Adolph Scheibe: Eine Abhandlung Von den Musicalischen Intervallen Und Geschlechten, Hamburg
- 1739 – François Campion: Lettre … à Monsieur de Voltaire
- 1739 – Francesco Geminiani: Rules for Playing in a True Taste
- 1739 – Jean-Philippe Rameau: L 'art de la basse fondamentale
- 1739 – Quirinius van Blankenburg: Elementa musica, of niew Licht tot het welverstaan van de musiec en de Bas-continuo. Den Haag

### 1740–1759
- 1740 – John Christopher Pepusch: A Short Account of the Thoro Bass
- 1741 – Georg Andreas Sorge: Genealogia allegorica intervallorum
- 1742 – Francesco Geminiani: Guida armonica
- 1742 – Jean-Jacques Rousseau: Projet concemant de nouveaux signes
- 1742 – Johann Carl Voigt: Gespräch von der Musik mit einem Vorwort von Lorenz Christoph Mizler
- 1743 – Jean-Jacques Rousseau: Dissertation sur la musique moderne
- 1743 – Coenraad Zumbag de Koesfelt: Institutiones musicae, … en inzonderheit van den generalen bas of bassus continuus. Leiden
- 1744 – Georg Andreas Sorge: Anweisung zur Stimmung und Temperatur. Hamburg
- 1744 – Georg Philipp Telemann: Vorwort zu Musikalisches Lob Gottes
- 1744 – Leonhard Reinhard: Kurzer und deutlicher Unterricht von dem General-Bass. Augsburg
- 1745 – Johann Paul Kunzen: Unterricht im General-Bass. Lübeck
- 1745 – Meinrad Spieß: Tractatus musicus compositorio-practicus. Augsburg
- 1745–1747 – Georg Andreas Sorge: Vorgemach der musicalischen Composition. Lobenstein
- 1746 – William Tans’ur: A New Musical Grammar
- 1746 – Carl August Thielo: Tanker og Regler fra Grunden af om Musiken, … af Clavier, General-Bassen, og Synge-Kunsten. København
- 1747 – Johann Christoph Pepusch: Of the Various Genera and Species of Music
- 1748 – Georg Andreas Sorge: Gespräch zwischen einem Musico theoretico und einem Studioso musices. Lobenstein
- 1748 – Johann Mattheson: Phthongologia systematica
- 1748 – Antonio Ventura Roel del Río:  Institucion harmonica
- 1748 – Marin Mersenne: Harmonicorum libri XII. Paris
- 1749 – Jean-Baptiste le Rond d’Alembert: Rapport sur un memoire
- 1749 – Jean-Baptiste le Rond d’Alembert: Recherches sur la courbe
- 1749 – Friedrich Wilhelm Marpurg: Der critische Musicus an der Spree
- 1749 – Jean-Philippe Rameau: Mémoire ou l’on expose les fondemens
- 1749 – Anonymus: Kurze und gründliche Anleitung zum Generalbaß. Augsburg
- 1749 – Philipp Christoph Hartung: Musicus theoretico-practicus. Nürnberg
- 1749 – Georg Andreas Sorge: Ausführliche und deutliche Anweisung zur Rational-Rechnung. Lobenstein
- 1750 – Georg Friedrich Lingke: Einige zum allgemeinen Nutzen deutlicher gemachte musikalische Erwegungs- und andere leichter eingerichtete Uibungs-Wahrheiten. Leipzig
- 1750 – Jean-Philippe Rameau: Démonstration du principe de l’harmonie. Paris
- 1752 – Jean Baptiste le Rond d’Alembert: Eléments de musique théorique et pratique, suivant les principes de M. Rameau. Paris (Übersetzung durch Marpurg 1757)
- 1752 – Charles Avison: An Essay on Musical Expression. (erweitert 1753; deutsch von Johann Joachim Eschenburg, 1775)
- 1752 – Johann Joachim Quantz: Versuch einer Anweisung die Flöte traversiere zu spielen. Berlin
- 1752–1782 – Joseph Riepel: Anfangsgründe zur musicalischen Setzkunst. Frankfurt u. a.
- 1753–1754 – Friedrich Wilhelm Marpurg: Abhandlung von der Fuge. Berlin
- 1753/1762 – Carl Philipp Emanuel Bach: Versuch über die wahre Art das Clavier zu spielen. Berlin (Nachdruck ISBN 3-7651-0179-6)
- 1754 – Georg Andreas Sorge: Gründliche Untersuchung. Lobenstein
- 1754 – Giuseppe Tartini: Trattato di musica secondo la vera scienza dell’armonia. Padua
- 1756 – Leopold Mozart: Versuch einer gründlichen Violinschule. Salzburg
- 1757 – Johann Friedrich Agricola: Anleitung zur Singkunst, Berlin. Übersetzung nach Pier Francesco Tosi (1723), mit Zusätzen Agricolas
- 1757–1762 – Friedrich Wilhelm Marpurg: Handbuch bey dem Generalbasse und der Composition. Berlin
- 1758 – Friedrich Wilhelm Marpurg: Anleitung zur Singcomposition. Berlin
- 1758 – Georg Andreas Sorge: Zuverlässige Anweisung Claviere und Orgeln behörig zu temperiren und zu stimmen. Leipzig und Lobenstein
- 1759–1762 – Friedrich Wilhelm Marpurg: Kritische Briefe über die Tonkunst. Berlin

### 1760–1779
- 1761 – Giovenale Sacchi: Del Numero e delle Misure delle corde musiche lore corrispondenze. Milano
- 1763 – Johann Philipp Kirnberger: Die Kunst des reinen Satzes in der Musik. Berlin
- 1766 – Georg Friedrich Lingke: Die Sitze der musicalischen Haupt-Sätze in einer harten und weichen Tonart und wie man damit fortschreitet und ausweichet, in zwo Tabellen entworffen. Leipzig
- 1767 – Georg Andreas Sorge: Anleitung zur Fantasie. Lobenstein
- 1768 – Jean-Jacques Rousseau: Dictionnaire de Musique. Paris
- 1770 – Giovenale Sacchi: Della divisione del tempo nella musica nel ballo e nella poesia. Dissertazioni III. Milano
- 1771 – Giuseppe Tartini: Traité des agréments de la musique. Paris
- 1772 – Christoph Gottlieb Schröter: Deutliche Anweisung zum General-Bass. Halberstadt
- 1773 – Leonhard Euler: De harmoniae veris principiis per speculum musicum representatis.
- 1774 – Johann Adam Hiller: Anleitung zum musikalisch-richtigen Gesange. Leipzig
- 1778 – Johann Nikolaus Forkel: Musikalisch kritische Bibliothek. Gotha
- 1778 – Giovenale Sacchi: Della natura e perfezione della antica musica de' Greci e della utilità che potremmo noi promettere dalla nostra applicandola secondo il loro esempio alla educazione de' giovani. Dissertazioni III. Milano
- 1779 – Georg Friedrich Lingke: Kurze Musiklehre, in welcher nicht allein die Verwandtschaft aller Tonleitern, sondern auch die jeder zukommenden harmonischen Sitze gezeigt, und mit praktischen Beyspielen erläutert werden. Leipzig

### 1780–1799
- 1780 – Johann Adam Hiller: Anleitung zum musikalisch-zierlichen Gesange. Leipzig
- 1782 – Johann Philipp Kirnberger: Anleitung zur Singekomposition mit Oden in verschiedenen Sylbenmaassen begleitet. Berlin: Decker
- 1782–1793 – Heinrich Christoph Koch: Versuch einer Anleitung zur Composition. Rudolstadt und Leipzig
- 1786 – Johann George Tromlitz: Kurze Abhandlung vom Flötenspielen. Leipzig
- 1786 – Johann Carl Friedrich Rellstab: Versuch über die Vereinigung der musikalischen und oratorischen Declamation Berlin
- 1791 – Johann George Tromlitz: Ausführlicher und gründlicher Unterricht, die Flöte zu spielen. Leipzig
- 1791 – Francesco Galeazzi: Elementi teoretico-pratici di musica con un saggio l’arte suonare il violino analizzata, ed a dimonstrabilis principi ridotta. Rom
- 1791 – Daniel Gottlob Türk: Kurze Anweisung zum Generalbaßspielen. Halle und Leipzig

## 1800–1899

### 1800–1819
- 1800 – Georg Joseph Vogler: Choral-System
- 1802 – Georg Joseph Vogler: Handbuch zur Harmonielehre und für den Generalbaß
- 1802 – Heinrich Christoph Koch: Musikalisches Lexikon
- 1802 – Charles Simon Catel: Traité de l'harmonie
- 1805 – Emanuel Aloys Förster: Anleitung zum Generalbaß. Leipzig
- 1806 – Jérôme-Joseph de Momigny: Cours complet d’harmonie et de composition d’après une théorie neuve. Paris
- 1806 – Christian Friedrich Daniel Schubart: Ideen zu einer Ästhetik der Tonkunst. Wien
- 1808 – Alexandre-Étienne Choron: Principes de composition des Écoles d'Italie
- 1810 – Ernst Theodor Amadeus Hoffmann: Rezension von Beethovens Fünfter Symphonie
- 1811 – Heinrich Christoph Koch: Handbuch bey dem Studium der Harmonie
- 1813 – E.T.A. Hoffmann: Beethovens Instrumentalmusik
- 1814 – Antonin Reicha: Traité de Mélodie. Paris (deutsch Reicha/Czerny 1832–35, Bd. II)
- 1815 – Henri Montan Berton: Traité d'harmonie
- 1816 – Antonin Reicha: Cours de composition musicale ou traité complet et raisonné d'harmonie pratique (deutsch Reicha/Czerny 1832–35, Bd. I)
- 1817–21/30-32 – Jacob Gottfried Weber: Versuch einer geordneten Theorie der Tonsetzkunst. Mainz, 4 Bände

### 1820–1839
- 1820/35 – Georg Wilhelm Friedrich Hegel: Vorlesungen über Ästhetik
- 1821 – Jérôme-Joseph de Momigny: La seule vraie théorie de la musique
- 1823 – A. E. Crelle: Einiges über musikalischen Ausdruck und Vortrag
- 1824–26 – Antonin Reicha: Traité de haute composition musicale I+II (deutsch Reicha/Czerny 1832–35, Bde. III+IV)
- 1825 – François-Joseph Fétis: Traité du contrepoint et de la fugue
- 1825 – Anton Friedrich Justus Thibaut: Über Reinheit der Tonkunst
- 1827 – Heinrich Birnbach: Über die verschiedenen Formen grösserer Instrumentalstücke aller Art und deren Bearbeitung (Artikelserie Berliner Allg. Mus. Zeitung)
- 1830 – Jelensperger: L'harmonie au commencement du dix-neuvième siècle et Méthode pour L'étudier
- 1830/32 – Jacob Gottfried Weber: Ueber eine besonders merkwuerdige Stelle in einem Mozart'schen Violinquartett aus C
- 1832–35 – Antonin Reicha: (übers. Carl Czerny): Vollständiges Lehrbuch der musikalischen Komposition, 4 Bände
- 1835 – Luigi Cherubini: Cours de contrepoint et de fugue
- 1835 – Robert Schumann: Sinfonie von Hector Berlioz (Analyse der Symphonie fantastique)
- 1835 – Simon Sechter: Praktische Generalbaß-Schule
- 1837–47 – Adolf Bernhard Marx: Die Lehre von der musikalischen Komposition, praktisch theoretisch, 4 Bände (I, II. Die freie Komposition, III. Angewandte Kompositionslehre, IV. Fortsetzung; 1837, 1838, 1845, 1847).
- 1839 – Adolf Bernhard Marx: Allgemeine Musiklehre

### 1840–1859
- 1840 – Siegfried Dehn: Theoretisch-praktische Harmonielehre mit angefügten Generalbaßbeispielen
- 1844 – François-Joseph Fétis: Traité complet de la théorie et de la pratique de l'harmonie
- 1844 – Hector Berlioz: Traité d'instrumentation
- 1844 – Johann Christian Lobe: Compositionslehre oder Umfassende Theorie von der thematischen Arbeit
- 1844 – Carl Czerny: Schule der praktischen Tonsetzkunst, op. 600
- 1845 – Joseph Waldmann: Harmonik oder vollständige heuristische Darstellung der Harmonielehre und des Generalbasses
- 1849–1852 – Richard Wagner: Das Kunstwerk der Zukunft. Zürich
- 1850–67 – Johann Christian Lobe: Lehrbuch der musikalischen Komposition, 4 Bde.
- 1853 – Ernst Friedrich Richter: Lehrbuch der Harmonie
- 1853 – Carl Friedrich Weitzmann: Der übermässige Dreiklang
- 1853–54 – Simon Sechter: Die Grundsätze der musikalischen Komposition, 3 Bde.
- 1853 – Moritz Hauptmann: Die Natur der Harmonik und der Metrik
- 1854 – Eduard Hanslick: Vom Musikalisch-Schönen. Ein Beitrag zur Revision der Ästhetik der Tonkunst
- 1855 – Adolf Bernhard Marx: Die Musik des 19. Jahrhunderts und ihre Pflege. Methode der Musik.
- 1855 – Camille Durutte: Ésthétique musicale: Technie ou lois générales du système harmonique
- 1859 – Adolf Bernhard Marx: Ludwig van Beethoven: Leben und Schaffen

### 1860–1879
- 1862 – Albert-Joseph Vivier: Traité complet d'harmonie theorique et pratique
- 1862 – Anatole Loquin: Notions élémentaires d'harmonie moderne
- 1862 – Heinrich Bellermann: Der Contrapunct
- 1863 – Hermann von Helmholtz: Die Lehre von den Tonempfindungen als physiologische Grundlage für die Theorie der Musik. Braunschweig[7]
- 1864 – Hermann von Helmholtz: Über das Sehen
- 1864–76 – Edmond de Coussemaker: Scriptorum de musica medii aevi novam seriem a Gerbertinam alteram, 4 Bände
- 1866 – Arthur von Oettingen: Das Harmoniesystem in dualer Entwicklung
- 1868 – Moritz Hauptmann: Die Lehre von der Harmonik
- 1872 – Ernst Friedrich Richter: Lehrbuch des einfachen und doppelten Kontrapunkts
- 1873 – Hugo Riemann: Musikalische Logik (Diss.; auch als „Über das musikalische Hören“ 1874 veröffentlicht)
- 1875 – Ludwig Bussler: Praktische Harmonielehre
- 1876 – Camille Durutte: Résumé élémentaire de la Technie harmonique et complément de cette Technie
- 1877 – Hugo Riemann: Musikalische Syntaxis

### 1880–1899
- 1880 – Hugo Riemann: Skizze einer neuen Methode der Harmonielehre; ab 2. Auflage als Handbuch der Harmonielehre, später als Handbuch der Harmonielehre und Modulationslehre
- 1880 – Rudolf Westphal: Allgemeine Theorie der musikalischen Rhythmik
- 1883–90 – Carl Stumpf: Tonpsychologie, 2 Bände
- 1883 – Salomon Jadassohn: Lehrbuch der Harmonie
- 1883 – Mathis Lussy: Le rythme musical
- 1884 – Alexander John Ellis: The Musical Scales of Various Nations
- 1884 – Salomon Jadassohn: Lehrbuch des einfachen, doppelten, drei- und vierfachen Kontrapunkts
- 1884 – Hugo Riemann: Musikalische Dynamik und Agogik. Lehrbuch der musikalischen Phrasierung
- 1884 – Franz Marschner: Die Klangschrift. Ein Beitrag zur einheitlichen Gestaltung der Harmonielehre
- 1887 – Hugo Riemann: Grundlinien der Musikästhetik. Wie hören wir Musik?
- 1887 – A.J. Goodrich: Complete Musical Analysis
- 1887–90 – Hermann Kretzschmar: Führer durch den Konzertsaal, 3 Bände
- 1888 – Carl Friedrich Weitzmann: Handbuch der Theorie der Musik
- 1888 – Hugo Riemann: Lehrbuch des einfachen, doppelten und imitierenden Kontrapunkts
- 1889 – Hugo Riemann: Grundriss der Kompositionslehre / Katechismus der Kompositionslehre
- 1890 – Hugo Riemann: Katechismus der Phrasierung (mit Carl Fuchs)
- 1891 – Hugo Riemann: Die Neugestaltung der Harmonielehre
- 1893 – Hugo Riemann: Vereinfachte Harmonielehre oder die Lehre von den tonalen Funktionen der Akkorde
- 1893/97 – Ebenezer Prout: Musical Form / Applied Forms
- 1895 – Anatole Loquin: L'harmonie rendue
- 1898 – Hugo Riemann: Geschichte der Musiktheorie im IX.-XIX. Jahrhundert

## Werke ohne Angabe zum Erscheinungsjahr
- Guido von Arezzo: Regulae Rhythmicae
- Guido von Arezzo: Epistola de ignotu cantu / Epistola ad Michaelem
- Johann Georg Albrechtsberger: Generalbaßschule. Wien
- Anonymus: Rules; or a short and compleat Method for Attaining to play a thorough Bass . London 17[--]
- Anonymus: Thorough Bass at One View with Directions for Accompaniment and Proper Examples. London 17[--]
- Anonymi: I-Bc, Collection de manuscrits sur la basse continue. (Liste bei P. Williams, 1970 I, S. 108)
- Anonymus: Modo ò sia Regole per accompagnare il Basso continuo per la Viola da Gamba del C.S. I-Bc Ms D 117
- Anonymus: Regole di canto figurato, contrappunto, d’accompagnare. I-Bc Ms. E. 25
- Anonymus: Regole per Accompagnare sopra la Parte. I-Rli Ms. R 1
- Anonymus: Contrapuncti demonstratio varia. I-Rli Ms. C 9
- Anonymus: Regole di canto figurato, e contrappunto et ancora il vero modo di suonare sopra la parte. I-Bc Ms. P. 138
- Anonymus: Regole per bene accompagnare con il Cembalo., I-Bl Ms. D 138(ii)
- Johann Heinrich Hesse: Kurze doch hinlängliche Anweisung zum Generalbasse, wie man denselben aufs allerleichteste, auch ohne Lehrmeister, erlernen kann
- Mattei, Stanislao: Pracita d’accompagnato. Bologna[8]